# Fladstjerne
Fladstjerne (Stellaria) er en slægt med mange arter, som er udbredt over det meste af kloden. Planterne har hvide, 5-tallige blomster, hvor kronbladene ofte er så dybt kløvede, at de ser ud, som om der var 10 af dem.
| Beskrevne arter |

- Sumpfladstjerne (Stellaria alsine)
- Fjeldfladstjerne (Stellaria calycantha)
- Tykbladet fladstjerne (Stellaria crassifolia)
- Græsbladet fladstjerne (Stellaria graminea)
- Stor fladstjerne (Stellaria holostea)
- Rankefladstjerne (Stellaria humifusa)
- Langbladet fladstjerne (Stellaria longifolia)
- Stilkfladstjerne (Stellaria longipes)
- Almindelig fuglegræs (Stellaria media) eller Fuglegræs-Fladstjerne
- Skovfuglegræs (Stellaria neglecta)
- Lundfladstjerne (Stellaria nemorum)
  - Sydlig lundfladstjerne (Stellaria nemorum ssp. glochidisperma)
- Kærfladstjerne (Stellaria palustris)

| Andre arter |

- Stellaria chilensis
- Stellaria cuspidata
- Stellaria dichotoma